# Operatie Grog
Operatie Grog was de codenaam van het Britse bombardement op de Italiaanse steden Genua en La Spezia tijdens de Tweede Wereldoorlog. Het bombardement vond plaats tussen 6 en 11 februari 1941.
De operatie was oorspronkelijk een week eerder gepland, maar vanwege slechte weersomstandigheden op zee werd ze een week uitgesteld.
Het zou zowel een lucht- als zeebombardement worden. De HMS Malaya, HMS Ark Royal, HMS Renown en HMS Sheffield zouden dit zeebombardement uitvoeren, en werden daarbij beschermd door tien torpedobootjagers. De schepen verlieten op 6 februari de haven van Gibraltar, waarbij vier torpedobootjagers vooropgingen om de omgeving te vrijwaren van onderzeeërs en de vier zwaardere schepen een schijnbeweging uitvoerden om de Duitse en Italiaanse marine te misleiden.
Op 9 februari werd de haven van Genua gebombardeerd, waarbij vier schepen tot zinken werden gebracht, en achttien schepen werden beschadigd. Vanwege een fout aan boord van de HMS Malaya raakte één Armour Piercing-granaat de Kathedraal van Genua, maar doordat deze uit relatief zacht materiaal bestond is de granaat niet afgegaan. Hij bevindt zich nog steeds in de kathedraal.
Vliegtuigen die opstegen vanaf de HMS Ark Royal vielen Livorno aan en bombardeerden La Spezia. Een poging van de Italiaanse marine om de Britse vloot aan te vallen mislukte, en alle schepen kwamen op 11 februari veilig terug in de haven van Gibraltar.